# سعد العامر
سعد العامر (عربی: سعد العامر؛ زادهٔ ۱۰ فوریهٔ ۱۹۸۹) بازیکن فوتبال اهل بحرین است.